# دي د. جاكسون
دي د. جاكسون (بالإنجليزية: Dee D. Jackson)‏ هي موسيقية وملحنة ومغنية بريطانية، ولدت في 15 يوليو 1954 في أكسفورد في المملكة المتحدة.

## وصلات خارجية
- الموقع الرسمي
- دي د. جاكسون على موقع IMDb (الإنجليزية)
- دي د. جاكسون على موقع ميوزك برينز (الإنجليزية)
- دي د. جاكسون على موقع ديسكوغز (الإنجليزية)